# Grąbkowski

Herb Grąbkowski

Grąbkowski (Grumbckow, Grumbkow, Grumbkowski, Grumkowski) – herb szlachecki, używany przez rodzinę wywodzącą się z Kaszub.

## Opis herbu
Opisy stworzony przy wykorzystaniu klasycznych reguł blazonowania:
W polu srebrnym strzała błękitna. Klejnot: nad hełmem bez korony półksiężyc z obliczem srebrny na opak, między trzema gwiazdami złotymi, 1 i 2. Labry: błękitne podbite srebrem.

## Najwcześniejsze wzmianki
Herb nie jest znany polskim herbarzom. Znany jest przede wszystkim z odcisków pieczętnych z lat 1728-20 przechowywanych w Archiwum Gdańskim. O pieczęciach tych pisze Reinhold Cramer (Geschichte der Lande Lauenburg und Butow, 1858). Herb wymieniany jest m.in. przez herbarze Bagmihla (Pommersches Wappenbuch, 1847), "Nowego" Siebmachera (Der Adel des Königreichs Preußen, 1906), oraz Żernickiego (Der Polnische Adel, 1900, Der polnischen Stammwappen : ihre Geschichte und ihre Sagen, 1904).

## Herbowni
Grąbkowski (Gromkowski, Grumbckow, Grumbkau, Grumbkow, Grumbkowski, Grumkaum, Grumkow, Grumkowski, Grummekow, błędnie - Grąbczewski, Gronbkau).

## Rodzina Grąbkowskich
Rodzina kaszubska, biorąca swoje nazwisko od wsi Grąbkowo (Grumbkow), na granicy ziemi lęborskiej i słupskiej. Jednym z jej najwcześniej odnotowanych członków był Piotr z Runowa, którego trzej synowie: Claus, Caspar i Martin zapoczątkowali trzy linie rodziny. Linia Martina wygasła w XVII wieku, zaś linia Clausa wydała wielu wysokiej rangi urzędników. W roku 1523 wymieniono jedynie Jaspera Grummekow z Runowa. W liście lennym z 1554 roku, potwierdzonym w 1575 roku Georg von Grumbckow jest wymieniony jako właściciel Grąbkowa, Runowa, Żychlina, Poganic oraz włók w Warciminie i Mikorowie, a także karczmy i połowy dworu. Większość tego stanu posiadania utrzymała rodzina w XVII wieku. W drugiej połowie XVII wieku rodzina jeszcze rozszerzyła stan posiadania. W wieku XVIII ośrodkiem dóbr rodziny w okręgu słupskim była Łupawa podniesiona w 1689 roku do rangi miasta. W roku 1719 rodzina otrzymała status tzw. szlachty zamkowej. Przedstawiciele rodu posiadali w owym czasie dobra już także na Pomorzu Zachodnim, w Brandenburgii i Prusach Wschodnich. Silną pozycję rodu zbudował głównie Joachim Ernest von Grumbkow (1637-1690), brandenburski wojskowy i tajny radca, nadmarszałek dworu, starosta zamkowy w Berlinie. Jego synami byli Friedrich Wilhelm von Grumbkow (1678-1739) pruski feldmarszałek i pierwszy minister rządu w latach 1728-39 oraz Philipp Otto von Grumbkow (1684-1752), naczelny komisarz wojenny, feldmarszałek pruski, a później prezydent Kamery Wojen i Domen w Szczecinie. Nazwisko tego ostatniego bywało pisane Grumkowski albo Grumbkowski. W wieku XIX rodzina najwyraźniej utraciła dobra na Pomorzu, za to rozkwitła jej gałąź w Saksonii, która uzyskała tam odnowienie szlachectwa w 1915 roku.